# Ozero Edi
Ozero Edi (ryska: Озеро Еди) är en sjö i Belarus.   Den ligger i voblasten Hrodna voblast, i den nordvästra delen av landet, 130 km nordväst om huvudstaden Minsk. Ozero Edi ligger 128 meter över havet. Arean är 0,34 kvadratkilometer. Den sträcker sig 0,8 kilometer i nord-sydlig riktning, och 1,2 kilometer i öst-västlig riktning.
Omgivningarna runt Ozero Edi är en mosaik av jordbruksmark och naturlig växtlighet. Runt Ozero Edi är det ganska glesbefolkat, med 42 invånare per kvadratkilometer.